# Primula gracilenta
Primula gracilenta là một loài thực vật có hoa trong họ Anh thảo. Loài này được Dunn miêu tả khoa học đầu tiên năm 1911.